# Anthemis plebeia
Anthemis plebeia là một loài thực vật có hoa trong họ Cúc. Loài này được Boiss. & Noë mô tả khoa học đầu tiên năm 1875.